# ماميران ربيعي
الماميران الربيعي أو التينية الربيعية أو البورغة الربيعية أو حشيشة الخُطَّاف  أو عِشبة البواسير  أو رجل الغراب أو زر الذهب (باللاتينية: Ficaria verna) نوع نباتي يتبع جنس الماميران من الفصيلة الحوذانية.
كان هذا النبات يوضع ضمن جنس الحوذان فكان يسمى الحوذان التيني (باللاتينية: Ranunculus ficaria). قد تعرف قيمة العشبة من خلال توقيعها كما وان هذه العشبة إذا قمت بحفرها وقمت باخراج جذورها قد ترى صورة للمرض الذي قد عرف عند الناس باسم البواسير.
هذه البقلة الصغرى أو الماميران الربيعي لا تشبه العشبه السابقه من حيث شكلها ولا بطبيعتها. هذه الاوراق المستديرة تنتشر ع اغصان متدلية وصفيفة إلى الأرض، تمتاز بأنها ناعمه ومصطحه ولها لمعان قليل. هذه الأزها تشبه الصفراء الحوذان، وهو عبارة عن عشب عرضها (25) ملم وهي ذو زهر أصفر.

## مكان وجودها وانتشارها
موطنه الأصلي بلاد الشام وأوروبا.
يتركز وجودها قي زوايا الحقول الرطبة وقرب مجاري المياه وهي أيضا توجد في الاماكن الجافة الظليله.

## وقت النزهير
تزهر هذه النبتة في أوائل فصل الربيع، كما انها تختفي بسرعه في اواخره، ولا ترى أو تتواجر الا في العام القادم.

## مرادفات للاسم العلمي
- (باللاتينية: Ficaria verna)
- (باللاتينية: Caltha hiranoi Tamura)

## الفوائد الطبية والعلاجية
لهذه النبتة فوائد علاجية وطبية ومساعدة فهي مفيدة لامراض عديدة كداء الملك بالأذنين، والحلق وأورام أخرى. يشفي زيتها أو الدهون منها الأكياس الدهنية الصلبة.
إن نصف كوب قيح من هذه النبتة يساعد في الشفاء التام في اسبوع واحد من داء الملك.

## الاستعمال الحديث
العشبة هذه شائعة الاستعمال.تعد من أحد صفاتها هي علاج البواسير ويمكن اخذها ايضاً كنقوع في جرعات من (56) ملل، أو يحصل على دهونها ويوضع على البواسير لعلاجها.